# 达拉乡 (迭部县)
达拉乡，是中华人民共和国甘肃省甘南藏族自治州迭部县下辖的一个乡镇级行政单位。俄界会议旧址位于高吉村。

## 行政区划
达拉乡下辖以下地区：
高吉村、牙拉村和次哇村。